# 526 (số)
526 (năm trăm hai mươi sáu) là một số tự nhiên ngay sau 525 và ngay trước 527.